# Ken Matsudaira

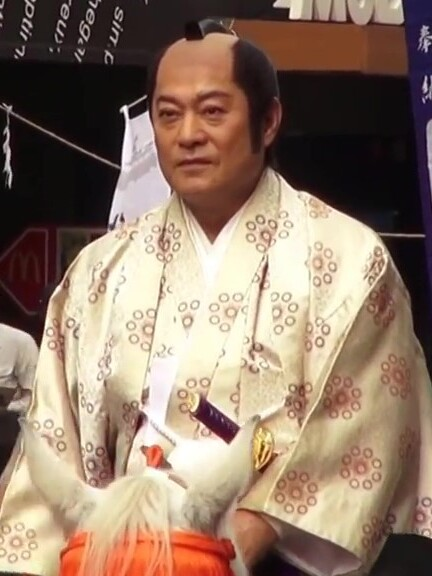
Ken Matsudaira (2016)

Ken Matsudaira (松平 健, Matsudaira Ken, oft schlicht Matsuken abgekürzt, * 28. November 1953 in Toyohashi, Präfektur Aichi) ist ein japanischer Schauspieler. Sein eigentlicher Name lautet Sueshichi Suzuki (鈴木 末七, Suzuki Sueshichi).

## Leben
Matsudaira wurde vor allem durch seine Rollen in Jidai-geki-Filmen bekannt, in denen er häufig historische Personen mimte. Sein Schauspieldebüt feierte er in den 1970er Jahren in der Zatōichi-Fernsehserie. Von 1978 bis 2003 spielte er in der Serie Abarenbō Shōgun die Hauptrolle als Tokugawa Yoshimune. Weiterhin war er 1979 in der NHK-Serie Kusa Moeru als Hōjō Yoshitoki zu sehen, 1999 in Genroku Ryoran (einer Serie über die 47 Rōnin), 2002 in Toshiie to Matsu und 2004 in Ōtomo Sōrin - Kokoro no Ōkoku wo Motomete. Des Weiteren schlüpfte er 2005 in die Rolle von Musashibō Benkei in Yoshitsune.
Zuletzt war Matsudaira als Tōyama no Kin-san zu sehen und spielte 2006 neben Bruno Ganz im deutsch-japanischen Historiendrama Ode an die Freude.
Neben der Schauspielerei betätigt sich Matsudaira gelegentlich als Sänger. 2004 landete er einen großen Hit. Sein Lied Matsuken Samba II (マツケンサンバII) konnte sich mehr als ein Jahr in den Oricon-Charts halten.